# 上松俊貴
上松 俊貴（うえまつ としき、英：UEMATSU Toshiki、1998年6月11日 - ）は、日本のソフトテニス選手。ポジションは前衛。

## 来歴
岡山県出身。岡山Kidsー岡山理大付属中学校ー 岡山理大付属高校ー早稲田大学ーNTT西日本。中学生でナショナルチームに入り。高校三年時に千葉で開催された2016年アジア選手権が初代表。本大会では船水颯人とのペアでダブルスで優勝。高校生として国際個人タイトル（日本初）を獲得した。

## 国際大会戦績

### 四大大会
- 2016アジアソフトテニス選手権　　ダブルス金メダル（上松俊貴・船水颯人）　国別対抗団体戦金メダル
- 2018アジア競技大会　国別対抗団体戦銀メダル ミックスダブルス銅メダル（林田リコ・上松俊貴）
- 2023アジア競技大会　国別対抗団体戦金メダル ミックスダブルス金メダル（高橋乃綾・上松俊貴）、シングルス金メダル
- 2024世界ソフトテニス選手権　国別対抗団体戦金メダル ミックスダブルス銀メダル（高橋乃綾・上松俊貴）、シングルス金メダル、ダブルスベスト８（船水颯人・上松俊貴）

### 四大大会以外
- 2014第2回世界ジュニア選手権　ダブルス優勝（船水颯人・上松俊貴）
- 2014中山盃国際大会　ミックスダブルス準優勝（平久保安純・上松俊貴）
- 2014中山盃国際大会　ダブルス第3位（船水雄太・上松俊貴）
- 2014中山盃国際大会　シングルス第3位

- 2018コリアカップ　ダブルス優勝（船水颯人・上松俊貴）
- 2018コリアカップ　シングルス優勝

- 2022コリアカップ　ダブルス優勝（船水颯人・上松俊貴）
- 2023年コリアカップ ミックスダブルス優勝（高橋乃綾・上松俊貴）
- 2023年コリアカップ シングルス優勝
- 2024年コリアカップ シングルス準優勝

- 2024年コリアカップ 男子ダブルス優勝（船水颯人・上松俊貴）

- 2024年コリアカップ ミックスダブルス優勝（上松俊貴・前田梨緒）

## 主な戦績（国内大会）
- 2018年全日本ソフトテニス選手権大会：優勝(船水颯人・上松俊貴）
- 2019年全日本ソフトテニス選手権大会：優勝(船水颯人・上松俊貴）
- 2022年全日本ソフトテニス選手権大会：優勝(船水颯人・上松俊貴）
- 2023年全日本ソフトテニス選手権大会：準優勝(船水颯人・上松俊貴）
- 2024年全日本ソフトテニス選手権大会：優勝(船水颯人・上松俊貴)
- 2022年全日本シングルス選手権大会：優勝
- 2023年全日本シングルス選手権大会：優勝
- 2024年全日本シングルス選手権大会：優勝
- 2024年全日本ミックスダブルス：優勝
- 2023年全日本インドア：優勝(船水颯人・上松俊貴）
- 2024年全日本インドア：優勝(船水颯人・上松俊貴）

- 2021年東日本ソフトテニス選手権大会：優勝
- 2022年YONEX CUP 札幌インドア：優勝
- 2024年全日本社会人ソフトテニス：優勝(船水颯人・上松俊貴）
- 2023年全日本社会人ソフトテニス：優勝(船水颯人・上松俊貴）

- 2017年東京インドア：優勝
- 2018年東京インドア：優勝
- 2023年東京インドア：優勝

### 学連
- 2017年インカレ大学対抗：優勝

### ジュニア
- 2009年全小団体：優勝

- 2010年全小団体：優勝

- 2010年全小個人：優勝

- 2012年全中個人：優勝

- 2013年全中個人：優勝

- 2016年インターハイ個人：優勝